# Pallavolo ai Giochi europei
La pallavolo ai Giochi europei è stata ammessa al programma sportivo dei Giochi europei dalla prima edizione sia nella versione maschile che in quella femminile.